# 克里普尔门
克里普尔门（Cripplegate），是歷史上伦敦城墙上的一道大门，後來克里普尔门成為伦敦的一个选区的名字，已消亡的伦敦城墙及城墙上的克里普尔门的所在地位于该選区内。克里普尔门的名称由来尚不清楚。 